# Seznam hor a kopců v okrese Třebíč
Toto je seznam hor a kopců v okrese Třebíč.

## Kopce nad 600 m
| Vrchol            | Výška (m) | Souřadnice                       | Geomorf. celek          | Katastr            |
| ----------------- | --------- | -------------------------------- | ----------------------- | ------------------ |
| Mařenka           | 711       | 49°10′14″ s. š., 15°42′10″ v. d. | Křižanovská vrchovina   | Štěměchy           |
| Kobylí hlava      | 688       | 49°12′36″ s. š., 15°43′35″ v. d. | Křižanovská vrchovina   | Předín             |
| Vrchy             | 688       | 49°12′00″ s. š., 15°42′16″ v. d. | Křižanovská vrchovina   | Štěměchy           |
| Srnčí vrch        | 682       | 49°08′42″ s. š., 15°43′37″ v. d. | Křižanovská vrchovina   | Cidlina            |
| Maková hora       | 682       | 49°08′54″ s. š., 15°43′32″ v. d. | Křižanovská vrchovina   | Bolíkovice         |
| Brtník            | 681       | 49°13′43″ s. š., 15°37′38″ v. d. | Křižanovská vrchovina   | Opatov             |
| Bukovec           | 678       | 49°13′04″ s. š., 15°41′55″ v. d. | Křižanovská vrchovina   | Předín             |
| Hadí hora         | 674       | 49°11′49″ s. š., 15°41′41″ v. d. | Křižanovská vrchovina   | Předín             |
| Smrček            | 674       | 49°18′41″ s. š., 15°50′03″ v. d. | Křižanovská vrchovina   | Svatoslav          |
| Kobylí kopec      | 671       | 49°13′01″ s. š., 15°42′52″ v. d. | Křižanovská vrchovina   | Předín / Heraltice |
| Panský kopec      | 668       | 49°20′56″ s. š., 15°50′20″ v. d. | Křižanovská vrchovina   | Svatoslav          |
| Čechtínský kopec  | 662       | 49°17′00″ s. š., 15°50′25″ v. d. | Křižanovská vrchovina   | Horní Vilémovice   |
| Hradiště          | 662       | 49°20′07″ s. š., 15°50′54″ v. d. | Křižanovská vrchovina   | Svatoslav          |
| Salátův kopec     | 661       | 49°15′20″ s. š., 15°43′17″ v. d. | Křižanovská vrchovina   | Zašovice           |
| Břízky            | 654       | 49°13′39″ s. š., 15°40′30″ v. d. | Křižanovská vrchovina   | Opatov             |
| Hrubova hora      | 650       | 49°08′32″ s. š., 15°43′41″ v. d. | Křižanovská vrchovina   | Cidlina            |
| Spálený vrch      | 647       | 49°10′39″ s. š., 15°43′28″ v. d. | Křižanovská vrchovina   | Římov              |
| Člověčí hlava     | 642       | 49°20′26″ s. š., 15°47′33″ v. d. | Křižanovská vrchovina   | Radošov            |
| Petrůvky          | 637       | 49°13′00″ s. š., 15°40′50″ v. d. | Křižanovská vrchovina   | Opatov             |
| Kamenný vrch      | 635       | 49°14′57″ s. š., 15°43′12″ v. d. | Křižanovská vrchovina   | Heraltice          |
| Zadní hora        | 634       | 49°11′37″ s. š., 15°47′34″ v. d. | Jevišovická pahorkatina | Stařeč             |
| Skalníky          | 632       | 49°18′19″ s. š., 15°52′12″ v. d. | Křižanovská vrchovina   | Benetice           |
| Horka             | 627       | 49°07′11″ s. š., 15°41′22″ v. d. | Křižanovská vrchovina   | Šašovice           |
| Hory              | 624       | 49°06′31″ s. š., 15°41′19″ v. d. | Křižanovská vrchovina   | Šašovice           |
| Šárovec           | 624       | 49°14′38″ s. š., 15°39′55″ v. d. | Křižanovská vrchovina   | Opatov             |
| Vořanov           | 620       | 49°19′31″ s. š., 15°50′24″ v. d. | Křižanovská vrchovina   | Svatoslav          |
| Červený kopec     | 617       | 49°18′50″ s. š., 15°51′48″ v. d. | Křižanovská vrchovina   | Svatoslav          |
| Jelení hlava      | 617       | 49°16′55″ s. š., 15°52′03″ v. d. | Křižanovská vrchovina   | Horní Vilémovice   |
| Velká hora        | 614       | 49°15′54″ s. š., 15°43′56″ v. d. | Křižanovská vrchovina   | Číchov             |
| Hora              | 613       | 49°16′22″ s. š., 15°51′15″ v. d. | Křižanovská vrchovina   | Okřešice           |
| Zubrca            | 612       | 49°16′16″ s. š., 15°49′12″ v. d. | Křižanovská vrchovina   | Číhalín            |
| Šašovický vrch    | 608       | 49°08′07″ s. š., 15°40′31″ v. d. | Křižanovská vrchovina   | Želetava           |
| Markvartický vrch | 607       | 49°12′38″ s. š., 15°45′43″ v. d. | Křižanovská vrchovina   | Markvartice        |
| Inženýrský kopec  | 602       | 49°02′44″ s. š., 15°35′56″ v. d. | Křižanovská vrchovina   | Jemnice            |

## Další vybrané kopce
| Vrchol           | Výška (m) | Souřadnice                       | Geomorf. celek          | Katastr               |
| ---------------- | --------- | -------------------------------- | ----------------------- | --------------------- |
| Klučovská hora   | 595       | 49°10′12″ s. š., 15°55′30″ v. d. | Jevišovická pahorkatina | Klučov                |
| Mikulovická hora | 586       | 49°09′49″ s. š., 15°50′23″ v. d. | Jevišovická pahorkatina | Mikulovice            |
| Tašky            | 582       | 49°07′25″ s. š., 15°47′25″ v. d. | Jevišovická pahorkatina | Šebkovice             |
| Brdo             | 580       | 49°06′29″ s. š., 15°47′44″ v. d. | Jevišovická pahorkatina | Dolní Lažany          |
| Holý kopec       | 580       | 49°05′42″ s. š., 15°47′17″ v. d. | Jevišovická pahorkatina | Vícenice              |
| Hošťanka         | 573       | 49°09′56″ s. š., 15°52′20″ v. d. | Jevišovická pahorkatina | Výčapy                |
| Suchá hora       | 571       | 48°58′01″ s. š., 15°43′01″ v. d. | Jevišovická pahorkatina | Dešov                 |
| Pekelný kopec    | 570       | 49°11′03″ s. š., 15°51′00″ v. d. | Jevišovická pahorkatina | Mastník               |
| Na Skalním       | 557       | 49°07′27″ s. š., 15°57′15″ v. d. | Jevišovická pahorkatina | Boňov                 |
| Svatý Vít        | 557       | 49°04′56″ s. š., 15°47′36″ v. d. | Jevišovická pahorkatina | Lukov                 |
| Velký Radvan     | 548       | 49°04′22″ s. š., 15°42′39″ v. d. | Jevišovická pahorkatina | Domamil               |
| Stříbrná hora    | 531       | 49°05′14″ s. š., 15°57′34″ v. d. | Jevišovická pahorkatina | Radkovice u Hrotovic  |
| Lukovská hora    | 530       | 49°04′24″ s. š., 15°48′06″ v. d. | Jevišovická pahorkatina | Lukov                 |
| Stříbrný kopec   | 523       | 48°57′41″ s. š., 15°44′13″ v. d. | Jevišovická pahorkatina | Dešov                 |
| Pyšelská horka   | 511       | 49°14′41″ s. š., 16°03′13″ v. d. | Křižanovská vrchovina   | Pyšel                 |
| Zelený kopec     | 491       | 49°07′38″ s. š., 16°08′56″ v. d. | Jevišovická pahorkatina | Kladeruby nad Oslavou |
| Cibuluška        | 418       | 49°02′23″ s. š., 16°04′46″ v. d. | Jevišovická pahorkatina | Šemíkovice            |

## Fotogalerie

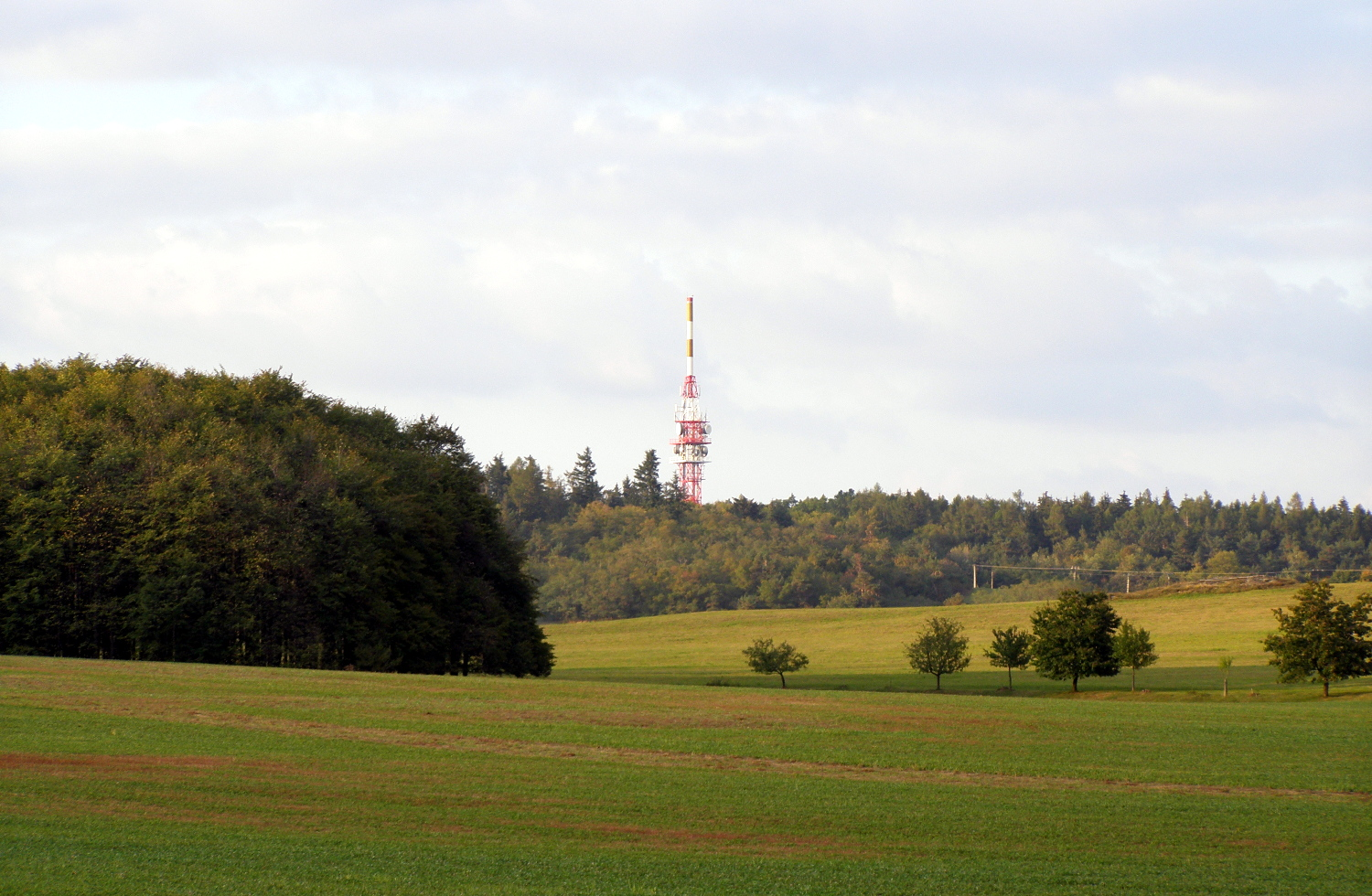
Klučovská hora (595 m)
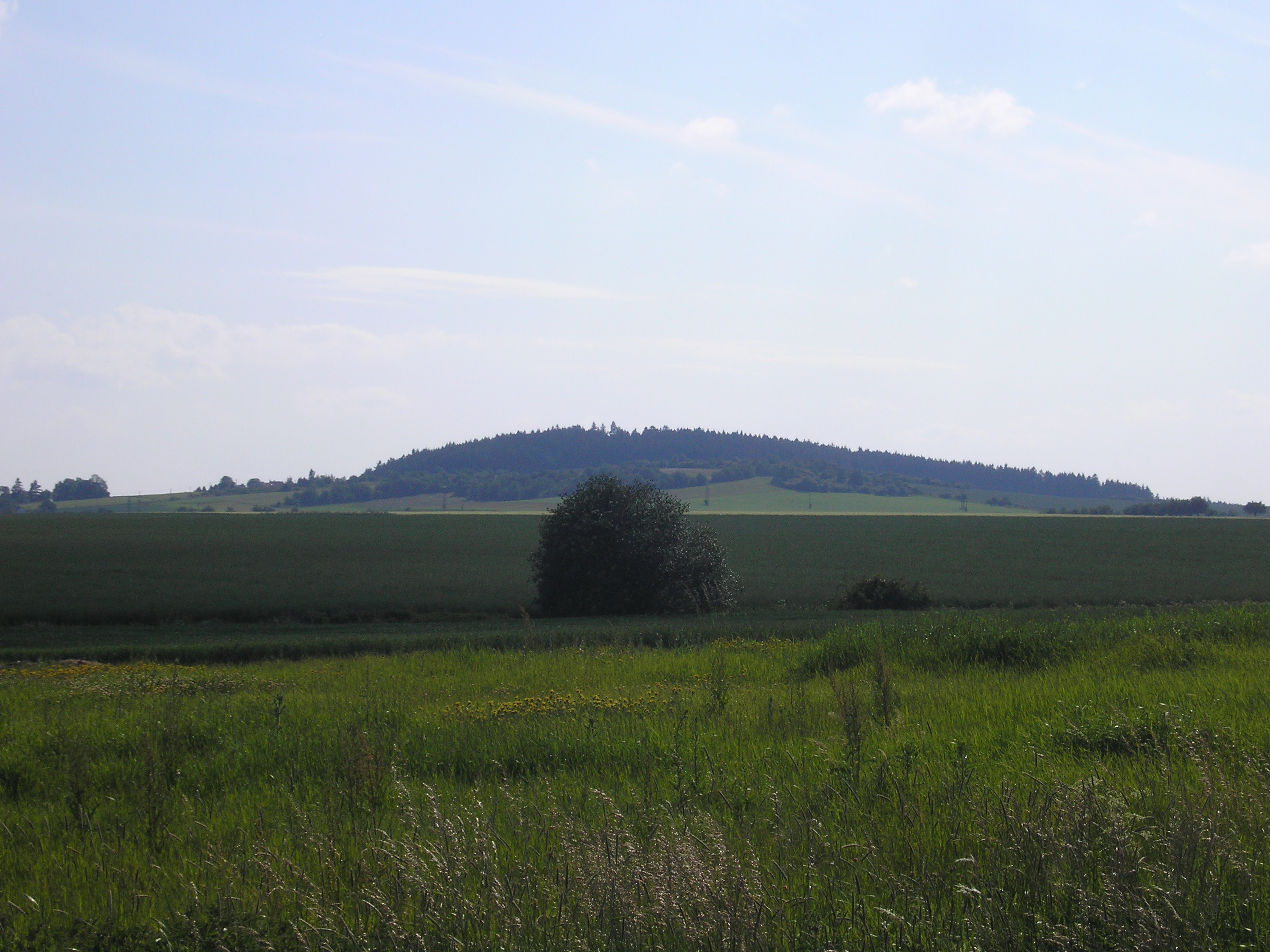
Mikulovická hora (586 m)
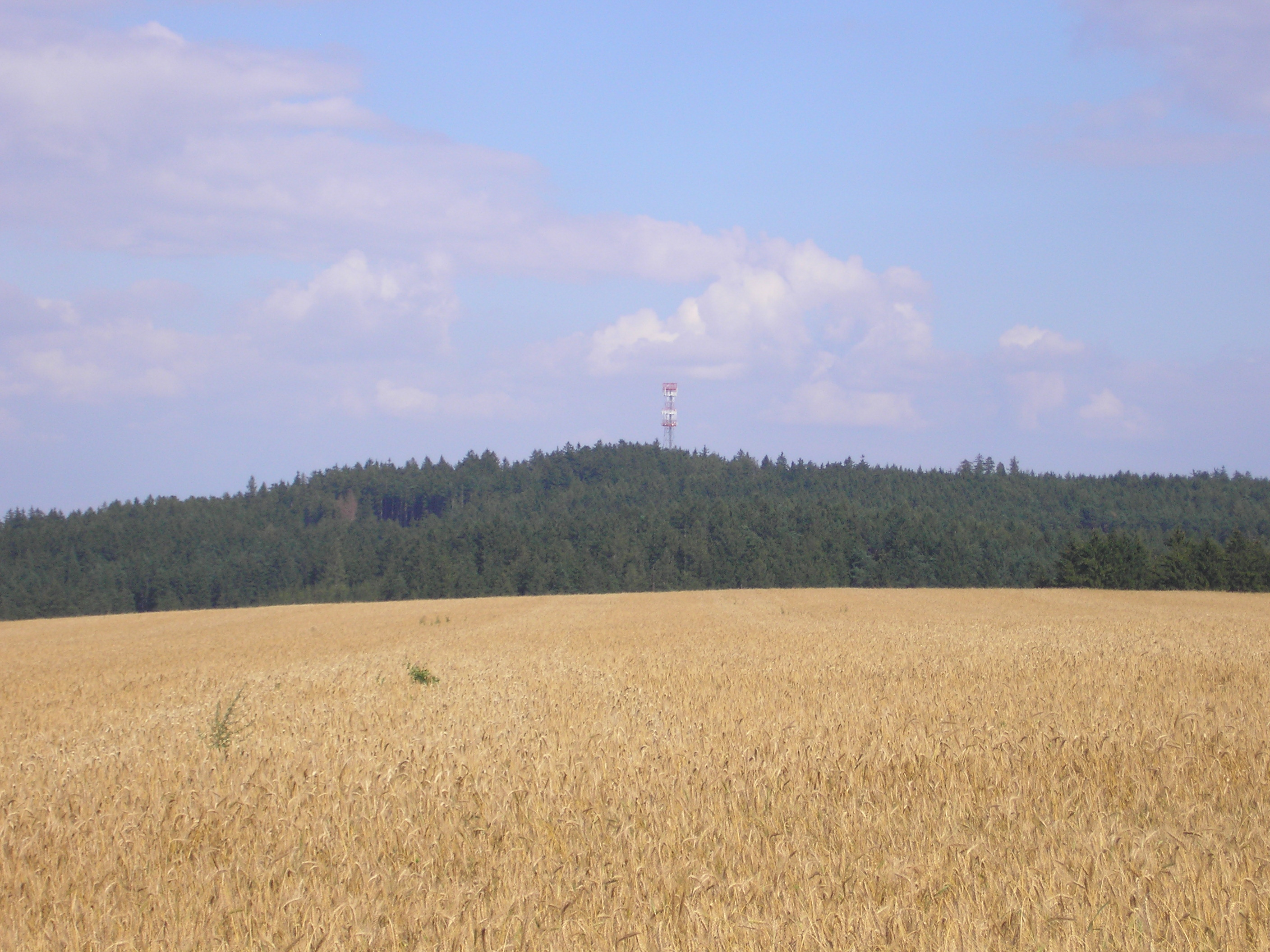
Zadní hora (634 m)